# Football Club Chiers Rodange
Le Football Club Chiers Rodange est un ancien club de football luxembourgeois basé à Rodange, fondé en 1907 et disparu en 1991.

## Historique
Le Football Club Chiers Rodange est fondé en 1907. Il fusionne avec l'Entente-Athletic Club Rodange en 1924 pour former le FC Chenac Rodange. Le club reprend le nom de FC Chiers l'année suivante.
Le club dispute sa première saison de première division du Championnat du Luxembourg en 1938-1939, terminant à la septième place. Durant l'occupation allemande de la Seconde Guerre mondiale de 1940 à 1944, le FC Chiers Rodange se nomme le Fussballverein Korn Rodange.
Le club alterne montées et descentes après-guerre. Le FC Chiers se stabilise dans les années 1970 avec cinq saisons consécutives parmi l'élite ; ce sont les dernières apparitions en première division du club qui est relégué à l'issue de la saison 1979-1980.
Le club fusionne avec le FC Racing Rodange en 1991 pour former le FC Rodange 91.